# Трайдук Олександр Миколайович
Олександр Миколайович Трайдук (нар. 7 січня 1962, Дніпропетровськ, УРСР) — радянський та білоруський футболіст, тренер.

## Кар'єра гравця
Виступав на позиції захисника за ряд команд другої радянської ліги: «Фрунзенець» (Суми), «Металург» (Дніпродзержинськ), «Суднобудівник» (Миколаїв), КІМ (Вітебськ), «Волжанін» (Кінешма), «Текстильник» (Іваново) й «Балтика» (Калінінград).

## Кар'єра тренера
У 1991 році Олександр Трайдук очолив новополоцький «Нафтан». Декілька років він і далі виходив на поле як футболіст, будучи граючим тренером команди. За 5 років фахівцеві вдалося вивести клуб з нижчих білоруських ліг у Вищу лігу. Протягом 6 років він утримував колектив в еліті білоруського футболу. Потім він очолював інші полоцькі команди й дублюючий склад «Нафтана».
У 2012-2013 роки наставник керував клубом Першого дивізіону ФК «Полоцьк». У серпні 2013 роки команда через фінансові проблем припинила своє існування.
30 січня 2018 року фахівець знову очолив «Нафтан».